# Châtres-la-Forêt
Châtres-la-Forêt – miejscowość i dawna gmina we Francji, w regionie Kraj Loary, w departamencie Mayenne.  W 2013 roku populacja ówczesnej gminy wynosiła 814 mieszkańców. 
Dnia 1 stycznia 2019 roku połączono trzy wcześniejsze gminy: Châtres-la-Forêt, Évron oraz Saint-Christophe-du-Luat. Siedzibą gminy została miejscowość Évron, a nowa gmina przyjęła jej nazwę. 